# 巴林頓港 (伊利諾伊州)
巴林頓港（英語：Port Barrington）是位於美國伊利諾伊州萊克縣和麥克亨利縣的一個村落。它的舊稱為福克斯河谷花園（英語：Fox River Valley Gardens），但在2002年更名為巴林頓港。

## 地理
巴林頓港的座標為42°14′37″N 88°11′53″W / 42.24361°N 88.19806°W，而該地最高點為海拔高度225米（即738英尺）。

## 人口
根據2020年美國人口普查的數據，巴林頓港的面積為3.42平方千米，當中陸地面積為3.00平方千米，而水域面積為0.41平方千米。當地共有人口1,584人，而人口密度為每平方千米527.16人。